# エディ・ブリケル&ニュー・ボヘミアンズ
エディ・ブリケル&ニュー・ボヘミアンズ（Edie Brickell & New Bohemians）は、1980年代半ばにテキサス州ダラスで生まれたオルタナティヴ・ロック・ジャム・バンド。アルバム『星に輪ゴムを』からの、1988年のヒット曲「ホワット・アイ・アム」で広く知られている。彼らの音楽はロック、フォーク、ブルース、そしてジャズの要素を含んでいる。1990年のセカンド・アルバム『ゴースト・オブ・ア・ドッグ』のリリース後、リード・シンガーであるエディ・ブリケルがバンドを脱退し、シンガーソングライターのポール・サイモンと結婚した。2006年、彼女とバンドは新しいウェブサイトを立ち上げ、ニュー・アルバム『Stranger Things』をリリースした。

## 略歴

### 初期の歴史
ニュー・ボヘミアンズは、1980年代初頭にスリーピースバンドとしてスタートし、ダラスの新しいダウンタウンであったディープエルム地区で経験を積んだ。オリジナルのラインナップは、ヴィブラスラップ担当のブラッド・ハウザー、ギター担当のエリック・プレスウッド、ドラム担当のブランドン・アリーをフィーチャーしていた。
ドラマーのアリー、ギタリストのケニー・ウィズロウ、そしてパーカッショニストのジョン・ブッシュは、テキサス州ダラスにある同じ芸術のマグネット・スクール、「舞台芸術とビジュアルアートのためのブッカーT.ワシントン高校」に通っていた。歌手のエディ・ブリケルもこの学校に行っていたが、他のメンバーたちは後々まで彼女を知らなかった。ハウザーによると、エディはアートを学ぶために在籍していた。ハウザーはヒルクレスト高校に通っていて、他のメンバーと同じ近所に住んでいた。ハウザーは、Munch Puppiesに在籍するほか、ケニーを含むThe Knobsのようなさまざまな近所の仲間で組んだバンドで演奏した。
バンドの核となる追加メンバーは1985年に加わった。エディはライブ中にステージ上のバンドに加わるよう促され、ボーカルとして参加することとなった。その最初のライブ・ショーの直後に、Rick's Casablancaでバンドをブッキングしていた地元エージェントが、バンドを観るために連れて来られた。バンドは彼と6ヵ月契約の署名を交わした。半年が過ぎたとき、彼らはディープエルムで定期的なギグを開始した。プレスウッドが脱退し、ケニー・ウィズロウがギタリストとして参加することとなり、1985年7月にダラスのStarck Clubでの初ライブを行った。ジョン・ブッシュはその年の9月にパーカッションとして参加することになった。彼が加わったバンドの最初のライブは、ボ・ディドリーのバック・バンドを務めたダラスのPoor David's Pubで、1985年9月12日のことだった。
「New Bos (ニュー・ボヘミアンズの略称)」は、地元のお気に入りとなり、Theatre Gallery、500 Cafe、Club Dadaなど、現在でも有名なディープエルムのライブ会場にファンが集まるようになった。ボヘミアンズはまた、テキサス州デントンにあるノーステキサス大学のキャンパスで毎年開催される「Fry Street Fair」に定期的に出演した。バンド史において、この期間中、エディの名前はバンド名に使われていなかった。
デビュー・アルバム『星に輪ゴムを』は、商業的成功を収め、アメリカでのトップ10ヒット・シングル「ホワット・アイ・アム」を世に送り出した。続くアルバム『ゴースト・オブ・ア・ドッグ』はそれほど成功しなかった。アルバムのリリース後まもなくニュー・ボヘミアンズは解散した。

### 最近の動向
その後、ニュー・ボヘミアンズはコンピレーション・アルバムとライブ・アルバムをリリースし、新しいマテリアルを録音した。1990年代半ばに、ブリケル、ブッシュ、ウィズロウは、ザ・スリップ (The Slip)として再会を果たした。1997年にニュー・ボヘミアンズとしての再結成が実現。2006年、アルバム『Stranger Things』のリリースのために現在のメンバーがレコーディングとツアーで再会することとなった。
2007年9月3日、ダラスで当時のメンバーであったカーター・アルブレヒトが殺害された。
バンドの曲「Circle」が、ドラマ『コールドケース 迷宮事件簿』と『アグリー・ベティ』のエピソードに使用され、2013年にはポップ・パンク・バンド、ボウリング・フォー・スープによってアルバム『Lunch. Drunk. Love.』でカバーされた。
2014年10月に開催されたノース・オーククリフ・ミュージック・フェスティバルでは、現在のラインナップで、キーボード奏者にしてマルチインストゥルメンタリストのマット・ハバードと共演した。
2017年4月、オーククリフにあるケスラー・シアターでのライブに招聘されて再結成。3夜のライブは完売となった。これらのショーは、学校以外では芸術に触れる機会を持てない才能ある学生たちに、ワールドクラスの音楽教育を提供するオーククリフの学校「La Rondalla」にとって有意義なものとなった。ケニー・ウィズロウは学校の先生となり、生徒たちにステージに上がって歌を歌うよう招き入れた。
2018年、アルバム『Rocket』を伴い再始動。2021年にはアルバム『Hunter and the Dog Star』をリリースした。

## メンバー

### 現在のラインナップ
- ブランドン・アリー (Brandon Aly) – ドラム
- エディ・ブリケル (Edie Brickell) – ボーカル
- ジョン・ブッシュ (John Bush) – パーカッション
- ケニー・ウィズロウ (Kenny Withrow) – ギター

### 旧メンバー
- カーター・アルブレヒト (Carter Albrecht) – キーボード、ギター、ハーモニカ、バック・ボーカル (2007年死去)
- ウェス・バート・マーティン (Wes Burt-Martin) – ギター
- マット・チェンバレン (Matt Chamberlain) – ドラム
- エリック・プレスウッド (Eric Presswood) – ギター
- クリス・ウィートリー (Chris Wheatley) – キーボード
- クリス・ウィットン (Chris Whitten) – ドラム
- ポール・ウィッケンズ (Paul Wickens) – キーボード
- マット・ハバード (Matt Hubbard) – キーボード、バック・ボーカル
- カイル・クラシャム (Kyle Crusham) – キーボード、バック・ボーカル
- ブラッド・ハウザー (Brad Houser) – ベース、管楽器 (2023年死去)

## ディスコグラフィ

### スタジオ・アルバム
- 『星に輪ゴムを』 - Shooting Rubberbands at the Stars (1988年、Geffen)
- 『ゴースト・オブ・ア・ドッグ』 - Ghost of a Dog (1990年、Geffen)
- Stranger Things (2006年、Fantasy)
- Rocket (2018年、Verve Forecast)
- Hunter and the Dog Star (2021年、Shuffle/Thirty Tigers)

### ライブ・アルバム
- The Live Montauk Sessions (1999年)

### コンピレーション・アルバム
- The Ultimate Collection (2002年、Hip-O/Geffen) ※エディのソロ、ザ・スリップの楽曲を含む

### シングル
- 「ホワット・アイ・アム」 - "What I Am" (1988年)
- "Circle" (1989年)
- "Little Miss S." (1989年)
- "Love Like We Do" (1989年)
- 「はげしい雨が降る」 - "A Hard Rain's a-Gonna Fall" (1990年) ※ボブ・ディランのカバー
- "Mama Help Me" (1990年)
- "Black & Blue" (1991年)
- "One Last Time" (2006年)
- "What Makes You Happy" (2018年)
- "Tell Me" (2018年)
- "Exaggerate" (2019年)
- "My Power" (2020年)